# Prunus tucumanensis
Prunus tucumanensis är en rosväxtart som beskrevs av Miguel Lillo. Prunus tucumanensis ingår i släktet prunusar, och familjen rosväxter. Inga underarter finns listade i Catalogue of Life.